# Strand Fiord Pass
Strand Fiord Pass är ett bergspass i Kanada.   Det ligger i territoriet Nunavut, i den norra delen av landet, 3 800 km norr om huvudstaden Ottawa. Strand Fiord Pass ligger 959 meter över havet.
Terrängen runt Strand Fiord Pass är kuperad. Trakten runt Strand Fiord Pass är nära nog obefolkad, med mindre än två invånare per kvadratkilometer.. Det finns inga samhällen i närheten.
Trakten runt Strand Fiord Pass är permanent täckt av is och snö.